# Pinus engelmannii
Pinus engelmannii (Сосна апачська) — вид роду сосна родини соснових.
Вид названий на честь Джорджа Енгельмана (нім. Georg Engelmann, 1809 – 1884), німецько-американського ботаніка.

## Поширення, екологія
Країни поширення: Мексика (Чіуауа, Коауїла, Нуево-Леон, Сіналоа, Сонора, Сакатекас); США (Аризона, Нью-Мексико). Живе на помірно сухих, літом теплих відкритих гірських схилах або плато на висотах між (1200)1500–2700(3000) м над рівнем моря, найрясніше між 2000—2500 метрів на бідних кам'янистих (вулканічних) ґрунтах, а також на алювіальних пісках/ гравіях або супісках. Клімат помірний, річна кількість опадів від 400—700 мм, збільшується на південь. Над 2000 м мороз і сніг є нормою в зимовий період.

## Опис
Дерева до 35 м; до 0,6 м діаметром, прямі, крона нерівно округла. Кора темно-коричнева, в зрілості глибоко борозенчаста. Гілки блідо-сіро-коричневі, у старості темно-коричневі, грубі. Голки зібрані по 3(5) в пучку, зберігається 2 роки, розміром (20)25–45 см × 2 мм, тьмяно-зелені. Пилкові шишки циліндричні, довжиною близько 25 мм, від жовтого до жовто-коричневого кольору. Насіннєві шишки іноді зігнуті, часто асиметричні, списо-яйцеподібні до відкриття, яйцюваті, коли відкриті, 11–14 см довжиною, світло-темно-коричневі. Насіння оберненояйцювате; тіло ≈ 8–9 мм, темно-коричневе; крила до 20 мм. 2n = 24.

## Використання
У більшості свого діапазону зростання росте разом з іншими сосни і використовується разом з ними як деревина.

## Загрози та охорона
У деяких районах спостерігалося виснаження великих дерев. Вид присутній в кількох охоронних територіях.